# 側生動物
側生動物（Parazoa）は、生物分類において動物界の一部を構成する亜界（subkingdom）の一つ。「横枝の動物」を意味し、早い段階で動物の多くと進化上分岐したと考えられている。側生動物は肉眼で見える大きさがあり、細胞の分化が見られるという点で、原生動物とは異なる。また、明確な組織や器官を持たない点で、真の多細胞動物（真正後生動物 Eumetazoa）とも異なる。
現存する側生動物は、カイメンなどを含む海綿動物門のみである。センモウヒラムシ（Trichoplax adhaerens）1種のみで構成される平板動物（板形動物）門（Placozoa）については、側生動物に含める考えと、Agnotozoa亜界に含める考えとがある。
海綿類は現在約5000種が属し、うち約150種は淡水産である。幼生のうちは浮遊生活を行い、成熟すると固着生活を行う。カイメン類は明瞭に多細胞であり、動物的ではあるが、消化器系や神経系など他の多細胞動物に見られる器官系の多くを欠いており、一般的な動物の構造とは様々な点で異なっている。対称性のない形状をしており、その他の動物が何らかの対称性を持っているのとは形状を異にしている。
そのために、これを動物の進化の初期に横道にそれたものと言うのがこの名の由来である。襟細胞の類似点から、海綿動物は襟鞭毛虫（choanoflagellate）との直接的な関係を指摘されてきたが、この進化の過程を後生動物とは異なる別系統とみなす論もあった。